# 杰斐逊纪念堂
杰斐逊纪念堂（英語：Thomas Jefferson Memorial）是一座總統紀念館，位于美國华盛顿哥伦比亚特区，為纪念美国开国元勋之一、美國獨立宣言主要起草人兼主筆、大陸會議成員、獨立後的維吉尼亞州的第二任州長、第一任國務卿、第二任副總統、第三任美国总统(1801-1809)的托马斯·杰斐逊(1743-1826)。他同時也是維吉尼亞大學的創始人。
这座新古典主义建筑坐落於波多馬克河畔的西波托马克公园內，由約翰·羅素·波普设计、費城營造商約翰·麥克沙恩建造，始建于1939年，完成于1943年，1947年增加了杰斐逊铜像。
2007年，杰斐逊纪念堂排名美国建筑师学会评选的美国最受喜爱建筑第四名。

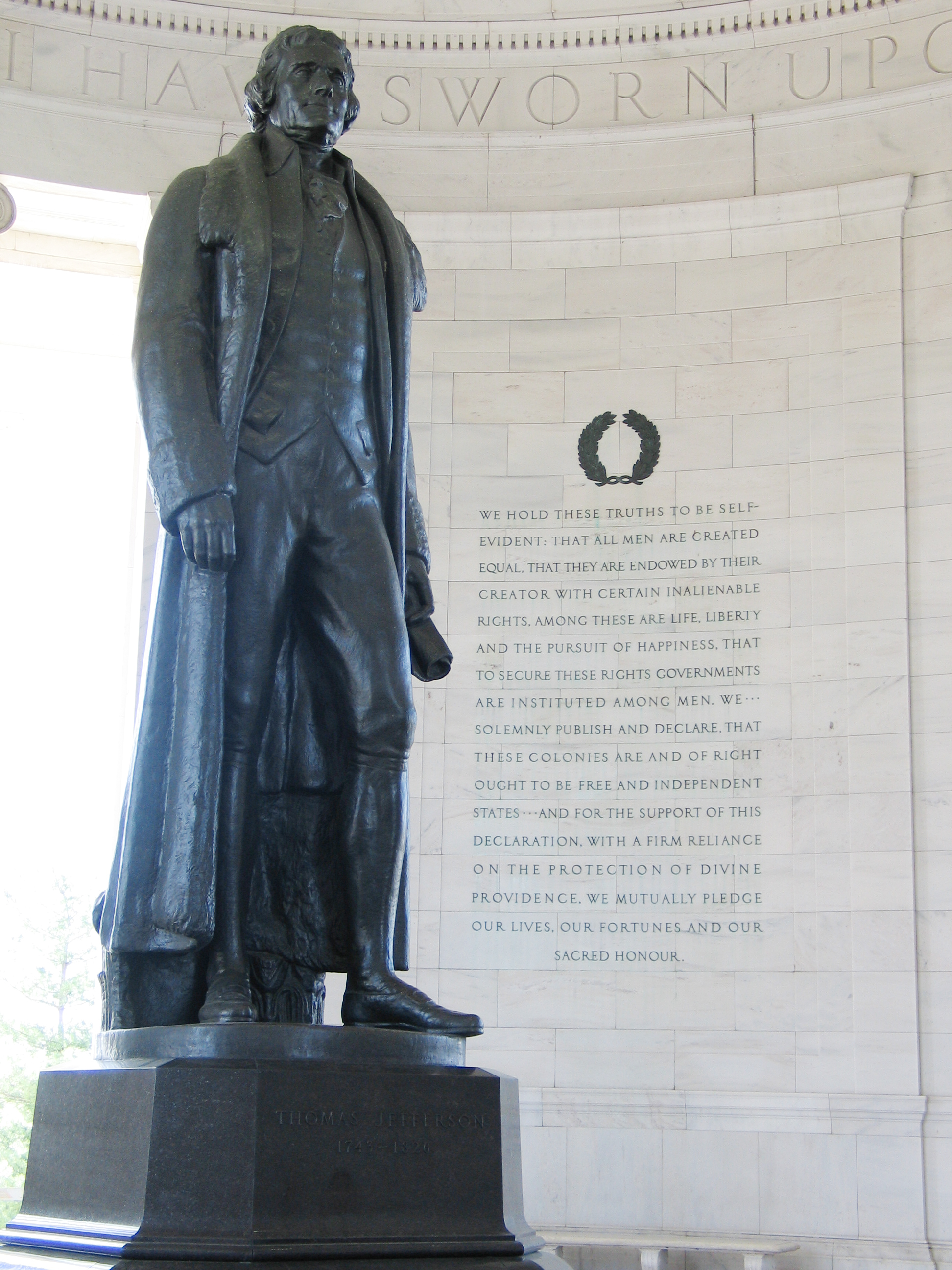
紀念堂內的傑佛遜雕像